# Ijigayehu Amha Sélassié
Ijigayehu Amha Sélassié (née le 4 septembre 1934 et morte le 23 janvier 1976), connue aussi sous le nom de Ijigayehu Asfaw Wossen ou princesse Ejigayehu, est une princesse éthiopienne.

## Biographie
La princesse (Leult en éthiopien) Ijigayehu Amha Sélassié, connue au cours de sa vie sous le nom de Son Altesse impériale la princesse Ijigayehu Asfaw Wossen, est l'aînée du prince héritier Asfaw Wossen d'Éthiopie et de la princesse Wolete Israel Seyoum. Elle est l'une des petites-filles de l'empereur Haïlé Sélassié. Elle l'accompagne notamment lors de ses visites d'État en Italie, Corée du Sud, Australie ou encore Malaisie.
Par la famille de sa mère, elle est une arrière-arrière petite-fille de l'empereur Yohannes IV. La princesse Ijigayehu est mariée au général (Dejazmach en éthiopien) Fikre Selassie Hapte Mariam, l'héritier de l'ancien royaume Welega de Leqa Naqamte. Ils sont les parents de six enfants (tous princes et des princesses par l’accession au trône de leur grand-père l'empereur Amha Sélassié pendant leur exil).

### Enfants
- Lidj Samson Fikre Selassie (né le 10 octobre 1954).
- Woizero Rahel Fikre Selassie (né le 19 décembre 1957).
- Woizero Meheret Fikre Selassie (née le 19 décembre 1959).
- Woizero Aster Fikre Selassie (née le 30 avril 1960).
- Leul Bekere Fikre Selassie (née en 1962).
- Lijd Yishaq Fikre Selassie (né en 1964).

## Fin de vie
La princesse Ijigayehu est emprisonnée avec le reste de la famille impériale le 11 septembre 1974, la veille de la destitution de l'empereur Haïlé Sélassié par le Derg. Elle décède au début de l'année 1976 après une négligence médicale alors qu'elle se trouve toujours en prison. Elle est enterrée à l'église Ketchene Medhan Alem à Addis-Abeba par ses enfants et sa mère qui sont sous surveillance mais non emprisonnés.
L'année suivante, tous ses enfants, ainsi que d'autres enfants de la famille impériale, fuient l'Éthiopie. Son mari reste emprisonné pendant huit ans et décède en août 1996.

## Distinctions

### Nationales
- Grand cordon de l'ordre de la Reine de Saba
- Médaille des Réfugiées (1944)
- Médaille du Jubilé (1955)
- Médaille du Jubilé de l'empereur Haïlé Sélassié I

### Étrangères
- Dame grand-croix de l'ordre de Bienfaisance (Grèce, 1959)
- Dame grand-croix de l'ordre de la Reine Kossamak (royaume du Cambodge, 1968)
- Dame grand-croix de l'ordre du Mérite de la République italienne (Italie, 1970)